# Fresnoy-Andainville
Fresnoy-Andainville település Franciaországban, Somme megyében. Lakosainak száma 94 fő (2022. január 1.). Fresnoy-Andainville Andainville, Aumâtre, Frettecuisse és Saint-Maulvis községekkel határos.

## Népesség
A település népességének változása:
| Lakosok száma | 97   | 89   | 92   | 86   | 88   | 90   | 92   | 93   | 94   |
|               | 2013 | 2015 | 2016 | 2017 | 2018 | 2019 | 2020 | 2021 | 2022 |